# Pán (film)
A Pán (eredeti cím: Pan) 2015-ben bemutatott amerikai fantasyfilm, amelyet Joe Wright rendezett.
A forgatókönyvet Jason Fuchs írta. A producerei Greg Berlanti, Sarah Schechter és Paul Webster. A főszerepekben Hugh Jackman, Garrett Hedlund, Rooney Mara, Amanda Seyfried és Levi Miller láthatók. A film zeneszerzője John Powell. A film gyártója a Berlanti Productions és a RatPac-Dune Entertainment, forgalmazója a Warner Bros. Pictures.
Amerikában 2015. október 9-én, Magyarországon 2015. október 22-én mutatták be a mozikban.

## Szereplők
| Szereplő | Színész          | Magyar hang      |
| --- | ---------------- | ---------------- |
| Pán Péter | Levi Miller      | Straub Martin    |
| Feketeszakáll | Hugh Jackman     | Széles Tamás     |
| Hook kapitány | Garrett Hedlund  | Varga Gábor      |
| Tigrisliliom | Rooney Mara      | Csuha Bori       |
| Mr. Smee | Adeel Akhtar     | Kovács Lehel     |
| Barnabas | Kathy Burke      | Börcsök Enikő    |
| Bishop | Nonso Anozie     | Schneider Zoltán |
| Mary | Amanda Seyfried  | Kelemen Kata     |
| Nibs | Lewis MacDougall | Pál Dániel Máté  |
| Törzsfőnök | Jack Charles     | Papp János       |
| Kwahu | Na Tae-joo       | Joó Gábor        |
| Murray | Kurt Egyiawan    | Láng Balázs      |
| Lofty | Jimmy Vee        | Szokol Péter     |
| Daisy | Paul Hunter      | Péter Richárd    |
| Silverman | Michael Ryan     | Papucsek Vilmos  |
| Thomas nővér | Ami Metcalf      | Kokas Piroska    |
| Joseph nővér | Amanda Lawrence  | Téglás Judit     |
| További magyar hangok |                  |                  |
| Ács Balázs, Bauer Gergő, Berecz Kristóf Uwe, Bogdán Gergő, Boldog Gábor, Bor László, Csépai Eszter, Csifó Dorina, Czifra Krisztina, Élő Balázs, Fehérváry Márton, Gergely Ádám, Gergely Ákos, Gergely Attila, Gyurin Zsolt, Hábermann Lívia, Hay Anna, Hegedüs Miklós, Hertz D. Péter, Kapácsy Miklós, Király Adrián, Kis-Kovács Luca, Mester Ágnes, Nagypál Gábor, Németh Attila István, Solymosi Bence, Solymosi Máté |                  |                  |